# مرجع (فیلم)
مرجع (بلغاری: Характеристика) فیلمی بلغارستانی است که در سال ۱۹۸۵ منتشر شد. از بازیگران آن می‌توان به ایتسخاک فینتسی اشاره کرد.